# Lux Saint-Gilles
Le Lux Saint-Gilles, anciennement Grand Hôtel du Lagon, est un hôtel de l'île de La Réunion, département d'outre-mer français dans le sud-ouest de l'océan Indien. Situé sur le territoire de la commune de Saint-Paul, dans l'ouest de l'île, il donne directement sur la plage de l'Ermitage. Propriété du groupe hôtelier mauricien Naïade Resorts, il compte 174 chambres et quatre restaurants et emploie 140 personnes. Il s'agit du premier établissement de La Réunion à avoir été classé cinq étoiles.